# Nikolai Wassiljewitsch Waradinow

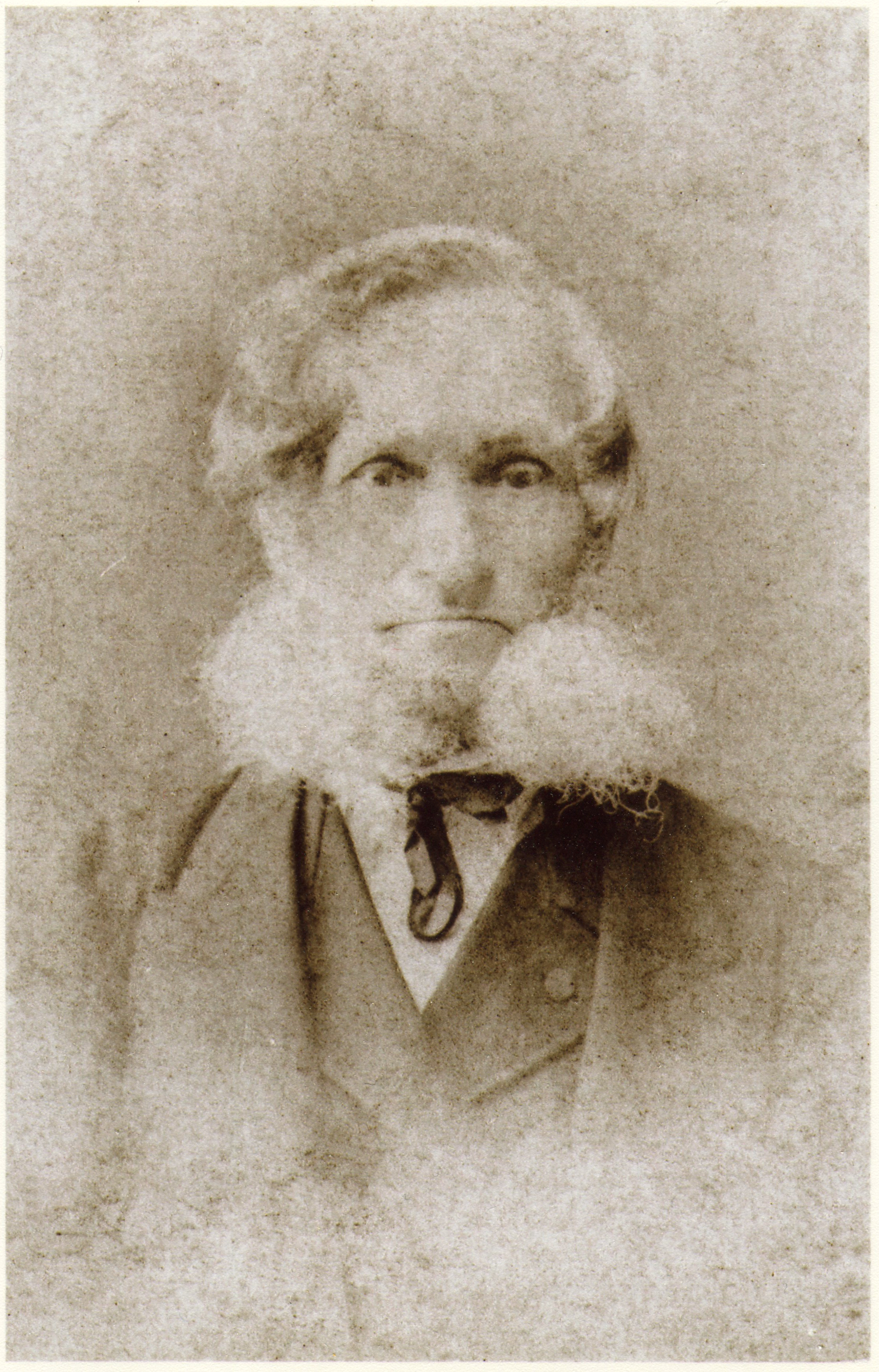
Nikolai Wassiljewitsch Waradinow

Nikolai Wassiljewitsch Waradinow (russisch Никола́й Васи́льевич Варадинов; * 6. Dezemberjul. / 18. Dezember 1817greg. in Poltawa; † 27. Julijul. / 8. August 1886greg. in Gattschina) war ein russischer Jurist und Geheimrat.

## Leben
Waradinow war Sohn einer Kaufmannsfamilie. Er absolvierte in den Jahren 1838 bis 1841 an der Kaiserlichen Universität Dorpat ein Rechtsstudium, das er mit der Promotion zum Dr. jur. und Dr. phil. abschloss. Danach arbeitete er als Russisch-Lehrer an der Kreisschule in Walk und anschließend an der Adelsschule in Arensburg. In den Jahren 1845 bis 1848 war als Beamter im Büro des Generalgouverneurs Riga. Anschließend wechselt er als ältester Tischvorsteher zum Ministerium des Innern nach Sankt Petersburg, wo er schließlich der Justizabteilung vorstand und 1855 zum Staatsrat, schließlich zum Geheimrat avancierte. Mehrfach besetzte er den Posten des Leiters der Zensurabteilung, war Redakteur verschiedener Zeitungen und war Mitglied verschiedener Kommissionen.
Darüber hinaus war er seit 1850 korrespondierendes Mitglied der Gesellschaft für Geschichte und Altertumskunde der Ostseeprovinzen Russlands.

## Werke
Waradinow verfasste mehrere juristische und rechtshistorische Werke. Als Sein Hauptwerk gilt:
- Geschichte des Ministeriums für Innere Angelegenheiten, 8 Bände, St. Petersburg 1858–1863 (Digitalisat der Russischen Staatsbibliothek)

Im Baltikum fanden die beiden nachstehenden Werke besondere Beachtung:
- Über die allgemeinen Rechtsmittel wider richterliche Verfügungen in Civilrechtsstreitigkeiten nach russischem Rechte, Dorpat 1845 (Digitalisat im Münchener Digitalisierungszentrum)
- De hypothecis ex iure Livonico et Esthonico, Dorpat 1847 (Digitalisat im Münchener Digitalisierungszentrum)